# Чен, Карен
Ка́рен Чен (англ. Karen Chen; род. 16 августа 1999, Фримонт, Калифорния) — американская фигуристка, выступающая в одиночном катании. Олимпийская чемпионка в командном соревновании (2022), чемпионка США (2017), серебряный призёр чемпионата США (2022). Бронзовый призёр командного чемпионата мира (2017). 
По состоянию на 25 марта 2022 года занимает 10-е место в рейтинге Международного союза конькобежцев.

## Биография

### Юниорский период
Карен Чен родилась в калифорнийском Фримонте в семье эмигрантов, переехавших в 1995 году с Тайваня (китайское имя — Чэнь Кайвэнь, 陳楷雯). Впервые на лёд Карен встала в четыре года, вскоре серьёзно занялась фигурным катанием. Её младший брат Джеффри также занимается фигурным катанием, на юношеском чемпионате США 2014 года он занял четвёртое место. В феврале 2013 года Чен начала работать с тренером Тэмми Гэмбилл, ради этого она переехала с матерью и братом в Риверсайд.
В 2013 году Чен заняла 4-е место на юниорском первенстве США и получила оловянную медаль, а в 2014 году выступала на юниорском чемпионате мира и заняла там 9-е место. В сезонах 2013/2014 и 2014/2015 годов неоднократно занимала призовые места на турнирах юниорской серии Гран-при. В серии 2013/2014 вышла в декабрьский финал, но не выступила в нём из-за травмы.
В январе 2015 года Чен впервые выступала на чемпионате США во взрослой категории. Она получила 64,66 за короткую программу и 135,13 за произвольную, заняв в итоге третье место после олимпийских медалисток Эшли Вагнер и Грейси Голд. На своём втором мировом чемпионате среди юниоров она немного улучшила своё прежнее достижение и сохранила для американской сборной квоту двух фигуристок.

### Взрослый период
Новый сезон фигуристка начала в когорте взрослых в сентябре 2015 года в новом сезоне в дома, где финишировала четвёртой в турнире в Солт-Лейк-Сити. Через месяц она стартовала в Милуоки (США) на этапе серии Гран-при Skate America. Где она заняла пятое место. Через две недели она стартовала на этапе Гран-при Ауди Кубок Китая. Фигуристка выступила неплохо и заняла пятое место; были улучшены достижения в произвольной программе. В начале декабря она заняла третье место на турнире в Хорватии и превзошла свои прежние достижения в произвольной программе. В январе 2016 года неудачно выступила на национальном чемпионате, где финишировала лишь на восьмом месте. Однако через месяц по ряду обстоятельств она была заявлена и дебютировала на континентальном чемпионате, но выступление было признано неудачным.
Новый предолимпийский фигуристка начала дома; в середине сентября, на турнире в Солт-Лейк-Сити она в упорной борьбе заняла третье место. В середине ноября американская фигуристка дебютировала на этапе Гран-при в Пекине, где она на Кубке Китая заняла место в середине турнирной таблицы, улучшив при этом свои прежние достижения в произвольной программе и сумме. В конце ноября она выступала на заключительном этапе Гран-при в Саппоро, где заняла шестое место. В начале декабря Чен выступала в Хорватии на турнире Золотой конёк Загреба, где она совсем неудачно выступила и заняла седьмое место. В январе 2017 года на национальном чемпионате в Канзасе фигуристке не смогли составить конкуренцию ведущие американские фигуристки и она впервые финишировала чемпионкой. В феврале 2017 года она выступала в Канныне на континентальном чемпионате, где заняла место в конце ведущей дюжины. В конце марта на чемпионате мира в Хельсинки она оказалась рядом с пьедесталом. При этом сумела способствовать завоеванию трёх путёвок для своей страны на Олимпиаду в Южную Корею и улучшила все свои прежние спортивные достижения. Через три недели после этого фигуристка была отправлена на командный чемпионат мира, где выступила не совсем удачно, но в команде завоевала бронзовую медаль.

### Олимпийский сезон
В конце июля американская одиночница начала олимпийский сезон в Анахайме, который выиграла. В сентябре в Солт-Лейк-Сити на турнире U.S. International Figure Skating Classic она выиграла бронзовую медаль. Через полтора месяца фигуристка стартовала в серии Гран-при на канадском этапе, где она финишировала в середине турнирной таблицы. На национальном чемпионате в Сан-Хосе ей удалось в сложной борьбе выиграть бронзовую медаль. В конце ноября на домашнем этапе в Лейк-Плэсиде она финишировала в конце турнирной таблицы. В конце февраля в Канныне на личном турнире Олимпийских игр американская фигуристка выступила не удачно. Она заняла место рядом с десяткой сильнейших спортсменок. При том, что год назад была одной из фавориток.

## Программы
| Сезон     | Короткая программа | Произвольная программа | Показательные номера |
| --------- | --- | --- | --- |
| 2021–2022 | - «La califfa» (из фильма «Калифша») Эннио Морриконе и Максим Родригес хореография Дрю Микинс - «Реквием по мечте» Клинт Мэнселл хореография Дрю Микинс                               | - «Butterfly Lovers' Violin Concerto» в исполнении Такако Нисидзаки хореография Паскуале Камерленго, Карен Чен                                                                                                | - «На золотом озере» Дейв Грусин хореография Карен Чен |
| 2020–2021 | - «Rise» Кэти Перри хореография Дрю Микинс | - «Butterfly Lovers' Violin Concerto» в исполнении Такао Нисидзаки хореография Паскуале Камерленго, Карен Чен                                                                                                 | - «Never Enough» (из фильма «Величайший шоумен») Пасек и Пол, Джастин Пол в исполнении Лорен Оллред - «Believe» (из фильма «Полярный экспресс») Глен Баллард, Алан Сильвестри в исполнении Джош Гробан хореография Карен Чен |
| 2019–2020 | - «You Say» Лорен Дейгл хореография Карен Чен, Илона Мельниченко | - «The Ovation» (из фильма «Медленный танец в большом городе]») Билл Конти хореография Карен Чен, Илона Мельниченко - «Illumination» Secret Garden хореография Илона Мельниченко                              | - «Addicted to You» Avicii |
| 2018–2019 | - «Fire Dance» (из «Illumination») Дженнифер Томас хореография Массимо Скали - «Malagueña» Эрнесто Лекуона - «Asturias» Исаак Альбенис                                                | - «Trio élégiaque No.3» Сергей Рахманинов - «Illumination» Secret Garden хореография Роэн Уорд, Марина Зуева                                                                                                  | - «Fire Dance» (из «Illumination») Дженнифер Томас хореография Массимо Скали - «Never Enough» (из фильма «Величайший шоумен») Пасек и Пол, Джастин Пол в исполнении Лорен Оллред |
| 2017–2018 | - «На золотом озере» Дейв Грусин хореография Карен Чен - El Tango de Roxanne (из фильма «Мулен Руж!») Стинг, Мариано Морес в исполнении Хосе Фелисиано хореография Марк Пиллэй        | - «Jalousie Tango Tzigane» Якоб Гаде хореография Карен Чен - «Медленный танец в большом городе» Билл Конти хореография Карен Чен - «Кармен-сюита» Жорж Бизе аранжировка Родион Щедрин хореография Марк Пиллэй | - «Blow Your Mind (Mwah)» Дуа Липа - «Rise» Кэти Перри хореография Миша Ге - «Never Enough» (из фильма «Величайший шоумен») Пасек и Пол, Джастин Пол в исполнении Лорен Оллред - «El Tango de Roxanne» (из фильма «Мулен Руж!») Стинг, Мариано Морес в исполнении Хосе Фелисиано хореография Марк Пиллэй - «Lovers (Flower Garden)» (из фильма «Дом летающих кинжалов») Сигэру Умэбаяси хореография Карен Чен |
| 2016–2017 | - «На золотом озере» Дейв Грусин хореография Карен Чен | - «Jalousie 'Tango Tzigane'» Якоб Гаде хореография Карен Чен | - «Rise» Кэти Перри хореография Миша Ге - «Butterfly Lovers' Violin Concerto» в исполнении Такако Нисидзаки хореография Карен Чен - «Lovers (Flower Garden)» (из фильма «Дом летающих кинжалов») Сигэру Умэбаяси хореография Карен Чен |
| 2015–2016 | - «Violin Fantasy on Puccini's „Турандот“» Ванесса Мэй хореография Джастин Дилон | - «Отверженные» Клод-Мишель Шёнберг хореография Синди Стюарт | - «Butterfly Lovers' Violin Concerto» Такако Нисидзаки хореография Карен Чен - «Because We Believe» Андреа Бочелли |
| 2014–2015 | - «Requiem for a Tower» в исполнении Escala - «Реквием по мечте» аранжировка и исполнение Дженнифер Томас - «Реквием по мечте» Клинт Мэнселл хореография Джастин Дилон и Синди Стюарт | - «Крёстный отец» Нино Рота, Дрю Третик хореография Джастин Дилон и Синди Стюарт | - «Heart of Palm» Ding Dang - «Because We Believe» Андреа Бочелли |
| 2013–2014 | - «Esperanza» Максим Родригес хореография Синди Стюарт | - «Мисс Сайгон» Клод-Мишель Шёнберг хореография Марк Пиллэй | |

## Результаты
| Соревнования                             | 13/14                        | 14/15                        | 15/16                        | 16/17                        | 17/18                        | 18/19                        | 19/20                        | 20/21                        | 21/22                        |
| Международные индивидуальные             | Международные индивидуальные | Международные индивидуальные | Международные индивидуальные | Международные индивидуальные | Международные индивидуальные | Международные индивидуальные | Международные индивидуальные | Международные индивидуальные | Международные индивидуальные |
| ---------------------------------------- | ---------------------------- | ---------------------------- | ---------------------------- | ---------------------------- | ---------------------------- | ---------------------------- | ---------------------------- | ---------------------------- | ---------------------------- |
| Зимние Олимпийские игры                  |                              |                              |                              |                              | 11                           |                              |                              |                              | 16                           |
| Чемпионаты мира                          |                              |                              |                              | 4                            |                              |                              |                              | 4                            | 8                            |
| Чемпионаты четырёх континентов           |                              |                              | 12                           | 12                           |                              |                              | 7                            |                              |                              |
| Этапы Гран-при. Cup of China             |                              |                              | 5                            | 7                            |                              |                              |                              |                              |                              |
| Этапы Гран-при. Internationaux de France |                              |                              |                              |                              |                              |                              |                              |                              | 5                            |
| Этапы Гран-при. Skate America            |                              |                              | 5                            |                              | 8                            |                              | 8                            | 4                            |                              |
| Этапы Гран-при. Skate Canada             |                              |                              |                              |                              | 7                            |                              |                              |                              | 10                           |
| Этапы Гран-при. NHK Trophy               |                              |                              |                              | 6                            |                              |                              | 9                            |                              |                              |
| Челленджеры. Autumn Classic              |                              |                              |                              |                              |                              |                              | 4                            |                              | 4                            |
| Челленджеры. Finlandia Trophy            |                              |                              |                              |                              |                              |                              |                              |                              | 6                            |
| Челленджеры. U.S. Classic                |                              |                              | 4                            | 3                            | 3                            |                              |                              |                              |                              |
| Челленджеры. Золотой конёк               |                              |                              | 3                            | 7                            |                              |                              |                              |                              |                              |
| Philadelphia Summer International        |                              |                              |                              |                              |                              |                              | 2                            |                              |                              |
| Международные командные                  |                              |                              |                              |                              |                              |                              |                              |                              |                              |
| Зимние Олимпийские игры                  |                              |                              |                              |                              |                              |                              |                              |                              | 1                            |
| Командные чемпионаты мира                |                              |                              |                              | 3                            |                              |                              |                              |                              |                              |
| Национальные                             |                              |                              |                              |                              |                              |                              |                              |                              |                              |
| Чемпионаты США                           |                              | 3                            | 8                            | 1                            | 3                            |                              | 4                            | 3                            | 2                            |
| Международные среди юниоров              |                              |                              |                              |                              |                              |                              |                              |                              |                              |
| Чемпионаты мира                          | 9                            | 8                            |                              |                              |                              |                              |                              |                              |                              |
| Этапы юниорского Гран-при. Хорватия      |                              | 2                            |                              |                              |                              |                              |                              |                              |                              |
| Этапы юниорского Гран-при. Чехия         |                              | 3                            |                              |                              |                              |                              |                              |                              |                              |
| Этапы юниорского Гран-при. Латвия        | 3                            |                              |                              |                              |                              |                              |                              |                              |                              |
| Этапы юниорского Гран-при. Словакия      | 1                            |                              |                              |                              |                              |                              |                              |                              |                              |